# Хотьково (Калужская область)
Хотько́во — село в Думиничском районе Калужской области России.

## История

### XVI — первая пол. XX в.
Хотьково образовалось предположительно в первой половине XVI века, после устройства Сенецкой засеки. Село расположено около реки Сенек — притока Рессеты на холме.
Существует красивая легенда, что Екатерина II, следуя в южные губернии, заночевала в лесной деревеньке. А наутро она и многие её попутчики недосчитались ценных вещей, на что императрица сказала: «Да, тут ограбят хоть кого». Отсюда и пошло название деревни — Хотьково.
То, что Екатерина Великая бывала в тех краях, вполне вероятно: В XVII—XVIII веках вдоль реки Рессета проходила дорога из Москвы в Новгород-Северский (через Калугу, Брынь, Карачев). Однако Хотьково обрело своё название задолго до рождения великой императрицы. Оно упоминается в Засечной книге 1638 года в описании Кцынской засеки: «А лесу от села Кцени до городка полторы версты, а против деревни Меховой и деревни Хотковой лесу большого до завалу верст по шести».
От Хотькова до с. Усты в правление царя Ивана Грозного была устроена Сенецкая засечная черта, которая проходила вдоль реки Сенек (Сенета), по обоим берегам которой были устроены лесные завалы. Эти земли, имевшие особое значение, долгое время оставались в государственной собственности. Первыми хотьковскими помещиками, о которых имеются сведения, были воевода Семен Федорович Глебов (умер в 1649, в 1632 за ним числилось в Козельском уезде 9 дворов крестьянских и бобыльских) и его сын Григорий (ум. после 1658).
В 1682 поместье числится за стольником воеводой Иваном Петровичем Вельяминовым. После смерти он оставил свои владения брату Никите.
В 1706 владельцем Хотькова стал Федор Григорьевич(ок. 1680—1741) из рода князей Тюфякиных (получил в приданое за женой, Марфой Никитичной Вельяминовой, дочерью Никиты Петровича). Его сын Петр Федорович (1712 г.р.) в 1763 разделил своё имение между детьми. Поместье в Козельском уезде досталось Ивану Петровичу Тюфякину (1740—1804), который после смерти отца продал деревню Хотьково Масаловым.
В списках и алфавитах к Атласу Калужского наместничества (1782) значится: «Деревня Хатькова князя Петра Федорова сына Тюфякина. Дворов 40, жителей обоего пола 307. Земли (десятин): под усадьбой 20, пашни 430, сенных покосов 110, лесу 3253, неудобий 49. Деревня на левой стороне речки Сенета, а дача расположение имеет по обе стороны реки Ресета; земля иловатая; хлеб родится и покосы средственны; лес строевой; крестьяне на оброке».
В 1790 поместье купили прапорщик Иван Филиппович Масалов (внук тульского оружейника Федора Кузьмича Масалова — основателя Дугненского завода) и его жена Прасковья Потаповна, построившие Сенетско-Ивановский чугуноплавильный завод.
Согласно подворной описи 1818 г. в д. Хотьково числилось 74 крестьянских двора.
После земской реформы 1861 г. Хотьково вошло в состав Чернышенской волости. В то время в деревне насчитывалось 118 дворов и 985 жителей. Открылась земская школа (приблизительно в 1870 г.).
Согласно переписи населения 1897 г., в деревне проживало 1567 человек, в том числе 59 детей моложе года, 347 детей от 1 до 9 лет, 328 подростков 10-19 лет.
В 1900 на средства прихожан и других жертвователей построена деревянная церковь Рождества Пресвятой Богородицы (разрушена в 1939). В 1914 г. по численности жителей (1670 человек) Хотьково уступало только селам Брынь (2412), Думиничский завод (2244) и Вертное (1767).

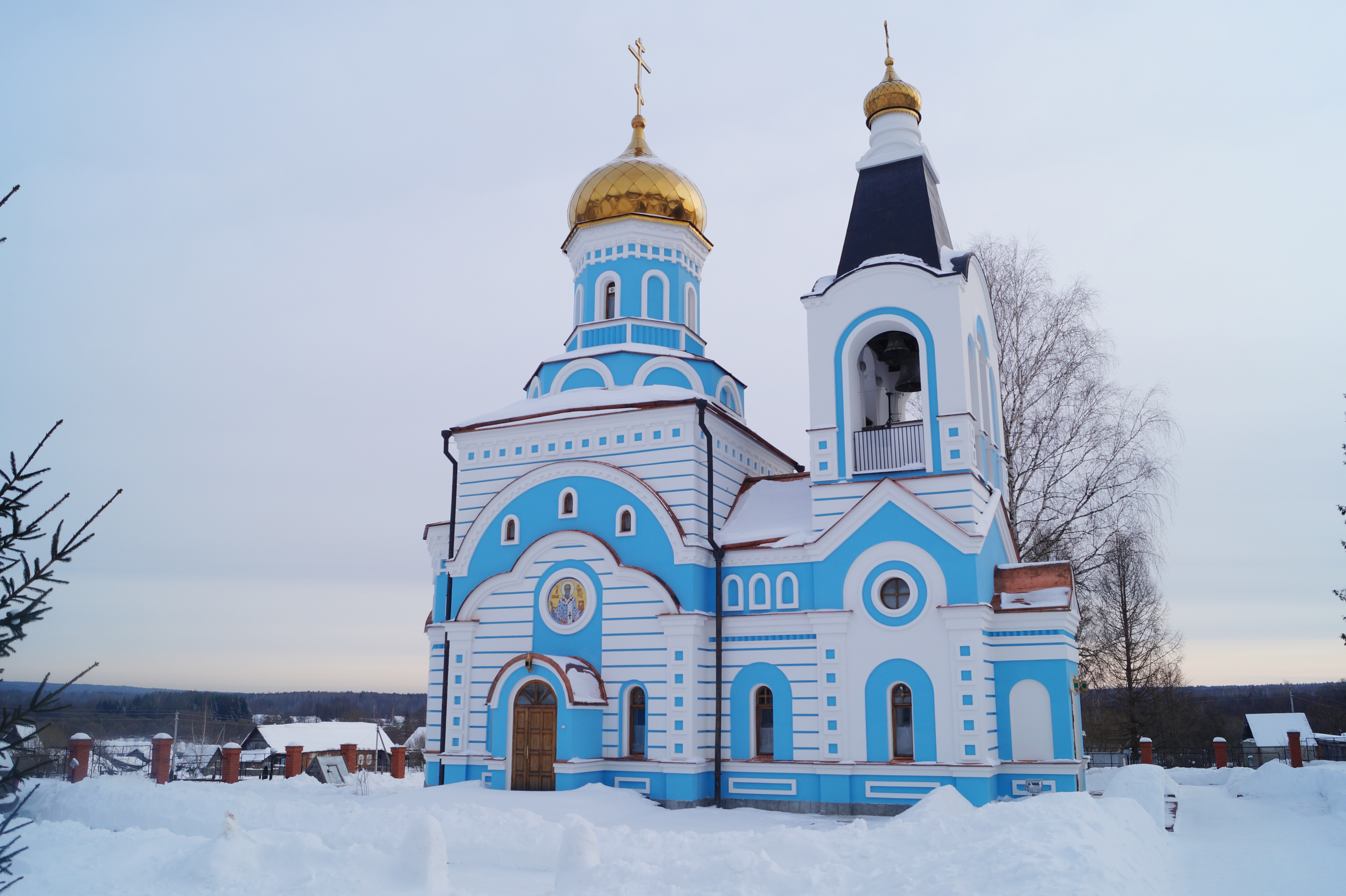
Церковь

После Октябрьской революции земельные угодья, принадлежавшие раньше Акционерному обществу Мальцовских заводов, разделили между крестьянскими дворами. На каждую семью приходилось 3 десятины — меньше, чем во многих других волостях. Завод, главный кормилец местного населения, после большого пожара был остановлен, поэтому многие жители села разъехались в поисках лучшей доли.
В 1918 была образована Хотьковская волость. Просуществовала она недолго: вскоре её присоединили к Будской волости на правах сельсовета, который существует и сейчас (переименован в сельское поселение).
В 1929-м, первом году первой пятилетки, Хотьковский завод был восстановлен в виде кооперативного предприятия — артели «Чуглитпром». В ходе коллективизации образованы колхозы им. И. П. Павлова, им. О. Ю. Шмитта, «Ленинское знамя» и «Красный победитель».
Перед войной в Хотькове насчитывалось 270 дворов, в соседних деревнях Клинцы — 87, Шубник — 38, Лошево — 28, Дебрик — 19, Будские выселки — 22.

### Хотьковский (Сенетско-Ивановский) завод
В 1791 году на реке Сенек поручик Иван Филиппович Масалов и его жена Прасковья Потаповна построили чугунолитейный завод.

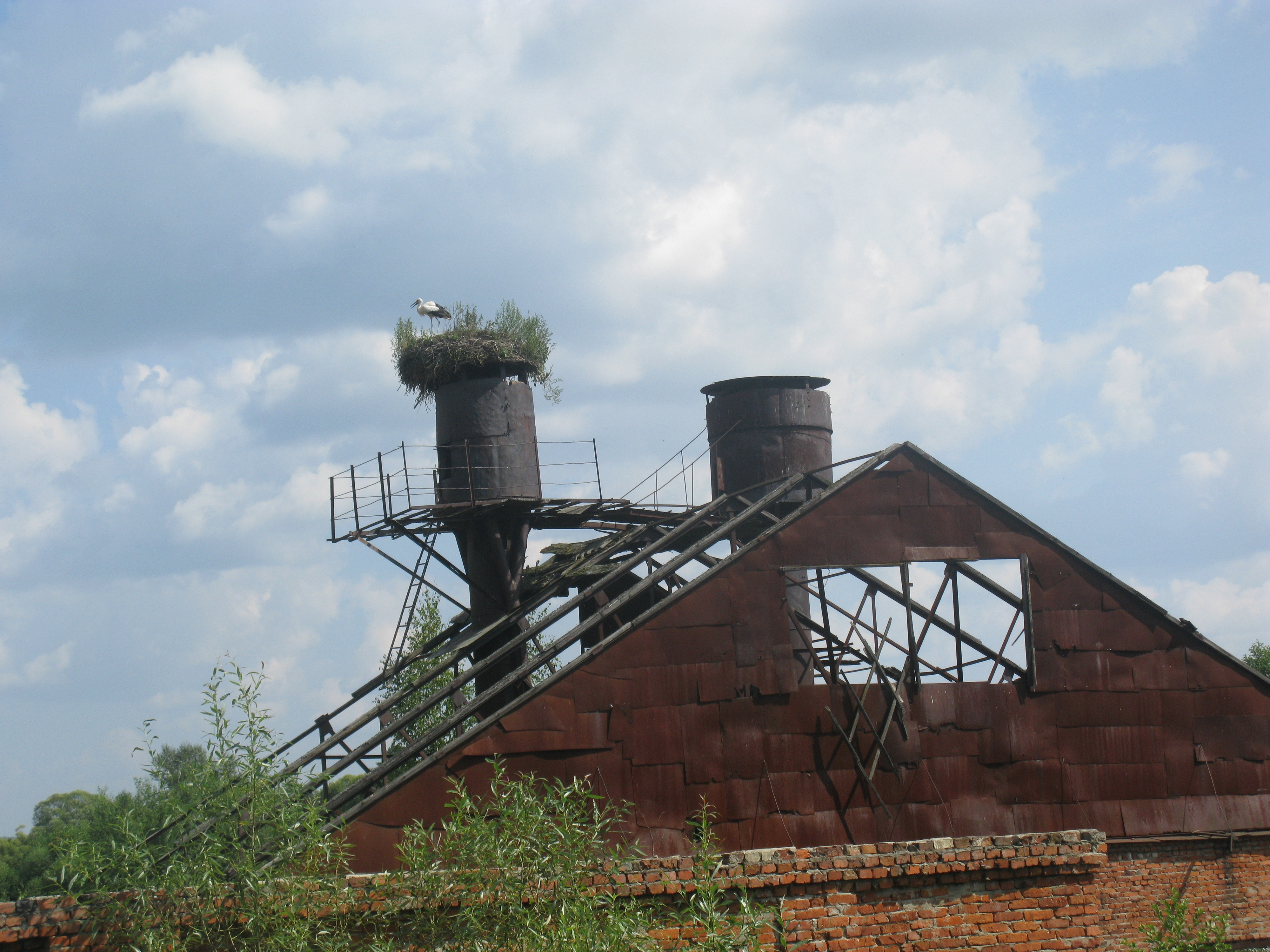
Бывшее здание Сенето-Ивановского завода

Иван Филиппович Мосолов, представитель известной династии тульских промышленников, открыл в сельце Хотьково, на речке Сенек, чугунолитейный завод, названный Сенетско-Ивановским. Завод был по размеру небольшим и работал от 5 до 8 месяцев в году. В 1791—1794 годах на нём выплавлено 47200 пудов чугуна. В 1794 после смерти Мосолова завод перешёл к его вдове Прасковье Потаповне.

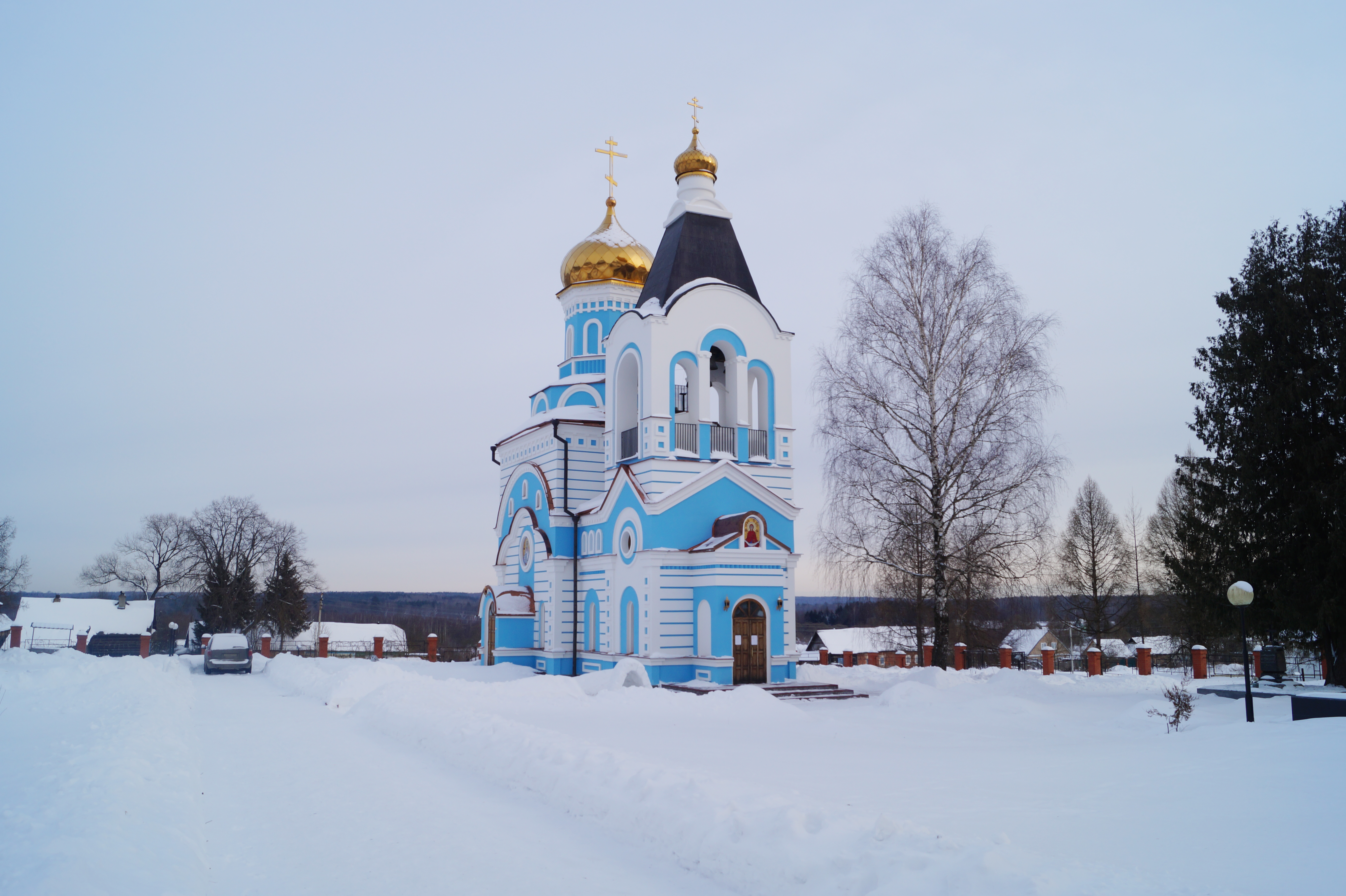
Храм

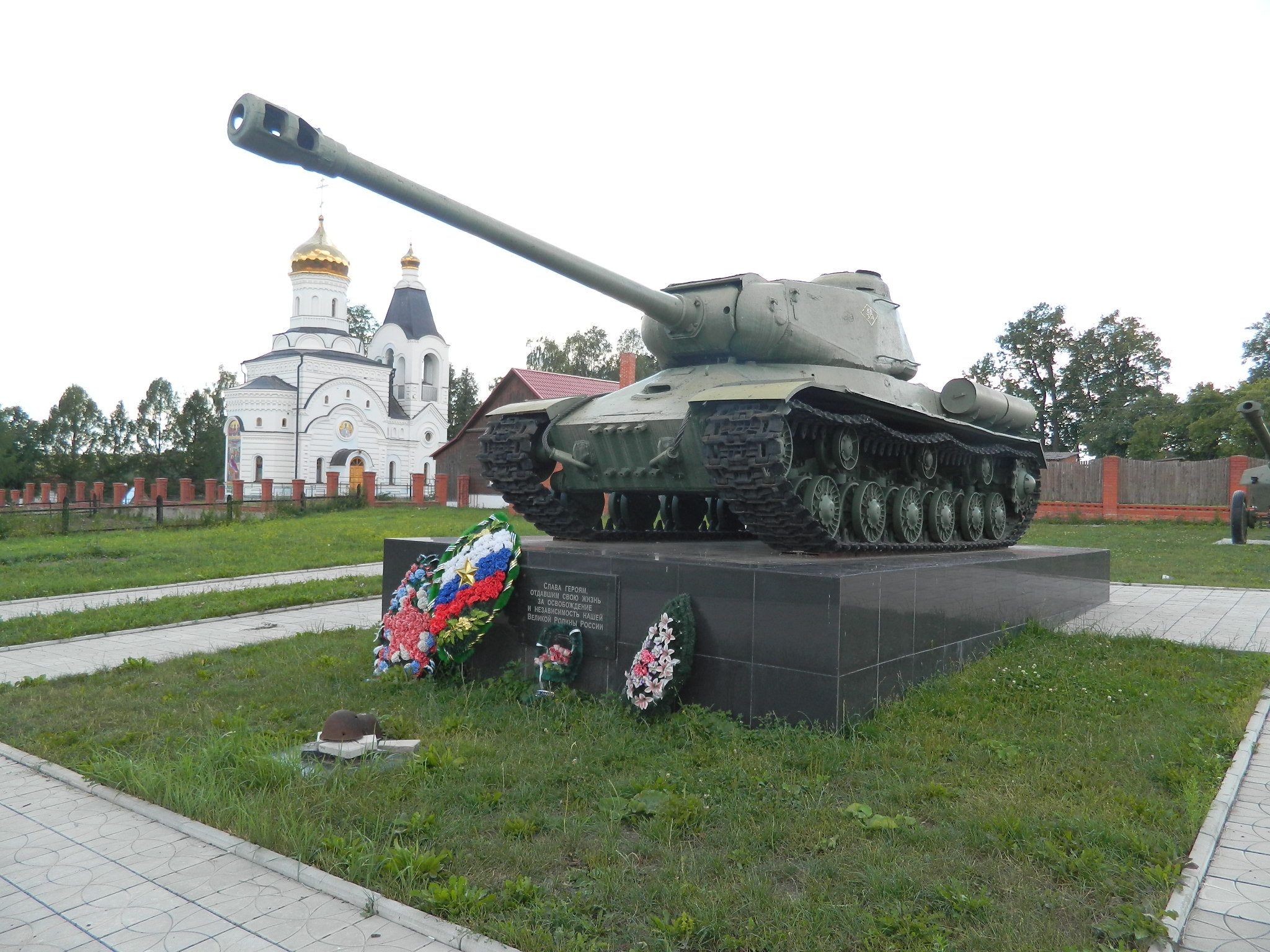
Танк в с. Хотьково

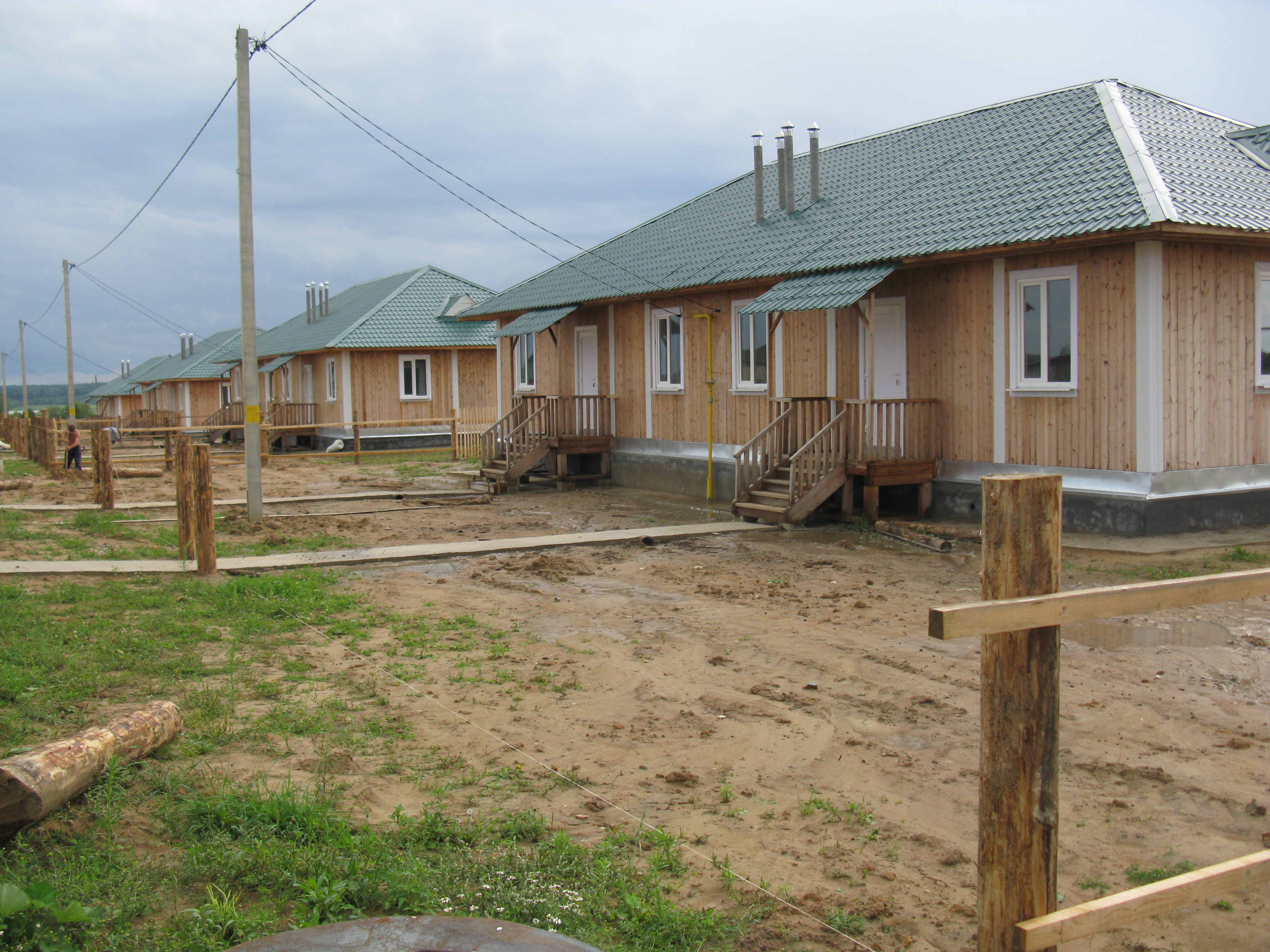
Новая улица

В начале XIX века предприятие приобрел промышленник Филат Афанасьевич Засыпкин. У него было 3 завода и 3 сына, и когда он в 1814 умер, они поделили наследство. Сенетско-Ивановский завод и сельцо Хотьково с 283 ревизскими душами, 610 десятин пахотной земли и 3263 десятины леса достались среднему брату Александру. Новый собственник делами завода не занимался и владельцем пробыл недолго — он умер через 10 лет после отца. Опекуном его несовершеннолетних детей Константина и Калисты стал дядя Иван Филатович Засыпкин. В 1826 он остановил завод, оставив сирот без доходов. Началась многолетняя судебная тяжба. Окончательная точка в этом деле была поставлена только в 1834, когда решением Жиздринского уездного суда владелицей утверждена Калиста Александровна Засыпкина (1817—1859).
Богатая наследница дважды выходила замуж. Первый раз — за князя Семена Алексеевича Шехонского, который вскоре умер. Вторым мужем Калисты Александровны стал полковник Алексей Павлович Каверин (1806—1856), сын калужского губернатора, а затем сенатора П. Н. Каверина, родной брат Петра Каверина — друга А. С. Пушкина.
Сначала Сенетско-Ивановский завод был в управлении тульского купца Афанасия Андреевича Коробкова, в 1849 его берет в аренду жиздринский купец Степан Иванович Смирнов сроком на 12 лет.
В середине XIX века на заводе, помимо чугунного литья, выделывалось полосное и поделочное железо. Руда доставлялась из с. Которь, за пуд платили 7 копеек серебром. Также железная руда добывалась в районе деревень Каменка, Слободка, Никитинка, Пузановка, Кожановка, Зимницы и других. Уголь выжигался на заводе, но значительную часть его заводу поставляли крестьяне деревень Буда, Славенка, Пузановка.
После окончания срока договора со Смирновым опекуны несовершеннолетних Кавериных — Елизаветы, Павла и Марии сдали завод в аренду С. И. Мальцову, и он более чем на полвека вошёл в состав Мальцовского промышленного комплекса. Выработка увеличилась в несколько раз и в конце 19 века доходила до 125 тыс. пудов чугуна в год, из которого изготавливалось различное чугунное литье. В 1909 в его цехах стояло 30 паровых станков, работало 239 мастеровых.

Памятник у сельсовета

В мае 1918 Хотьковский завод сильно пострадал от пожара и был остановлен. Его домны использовали местные ремесленники: «варили» чугун и выплавляли из него посуду и другие изделия.

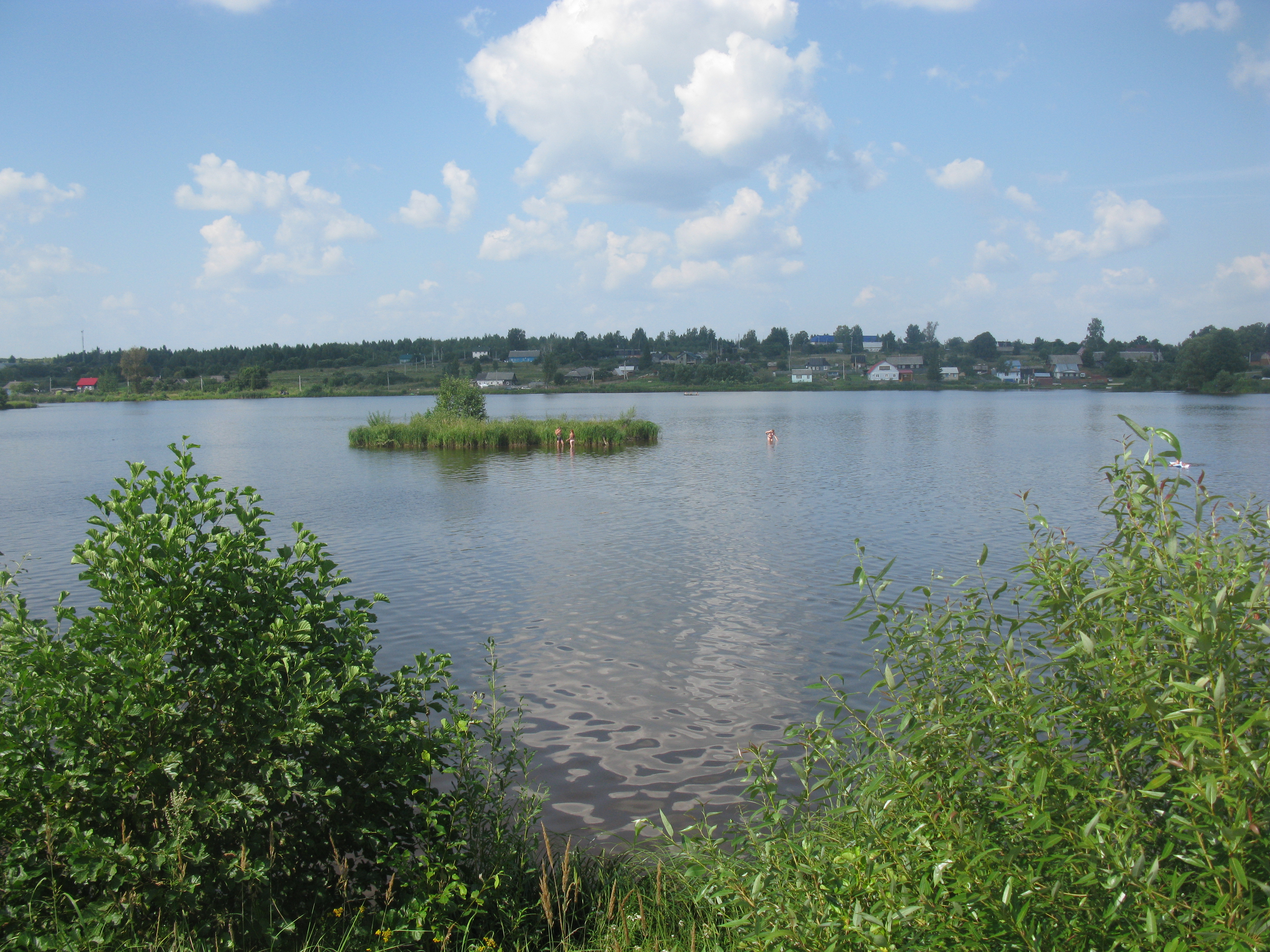
Пруд

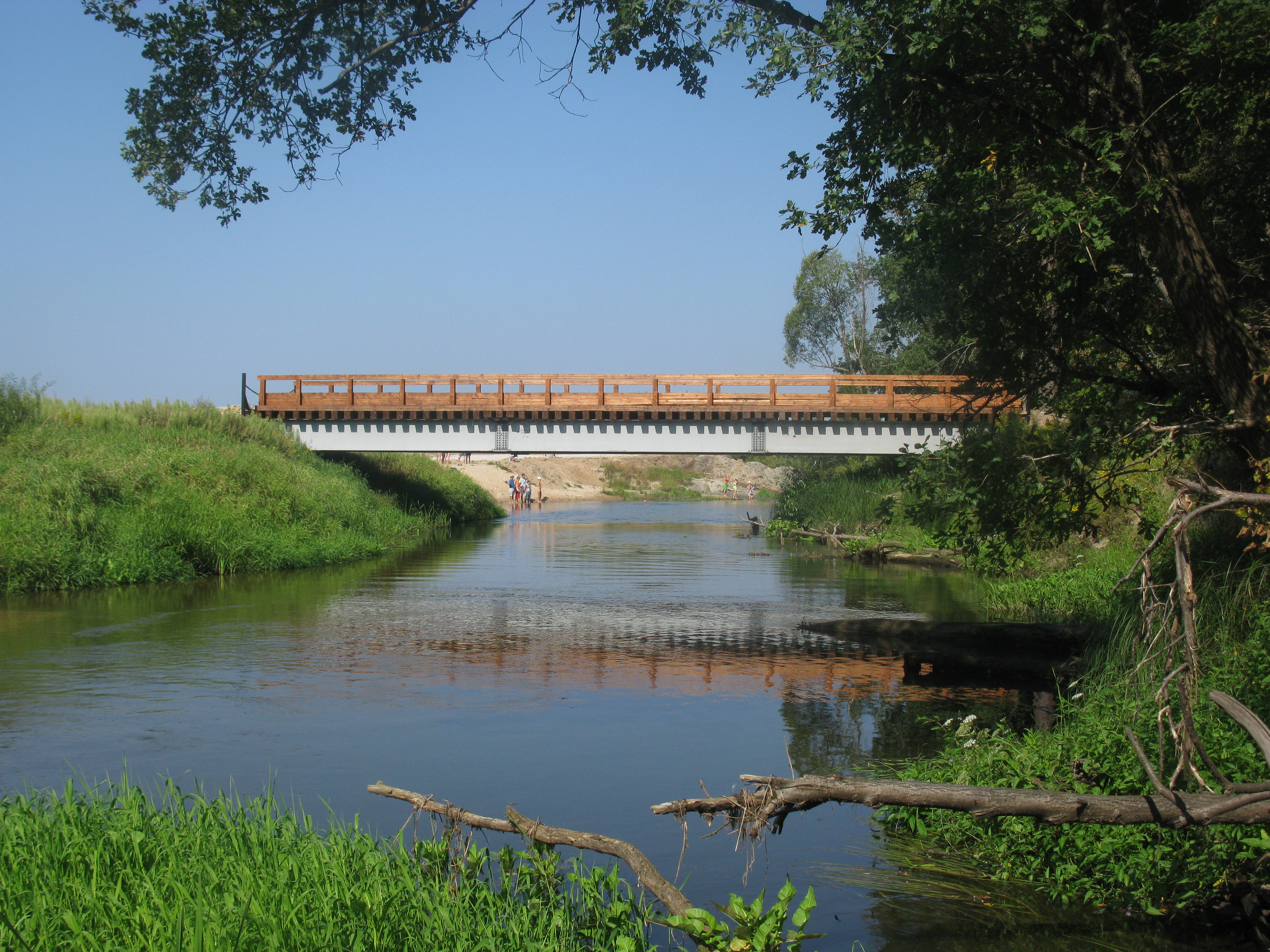
Река Рессета

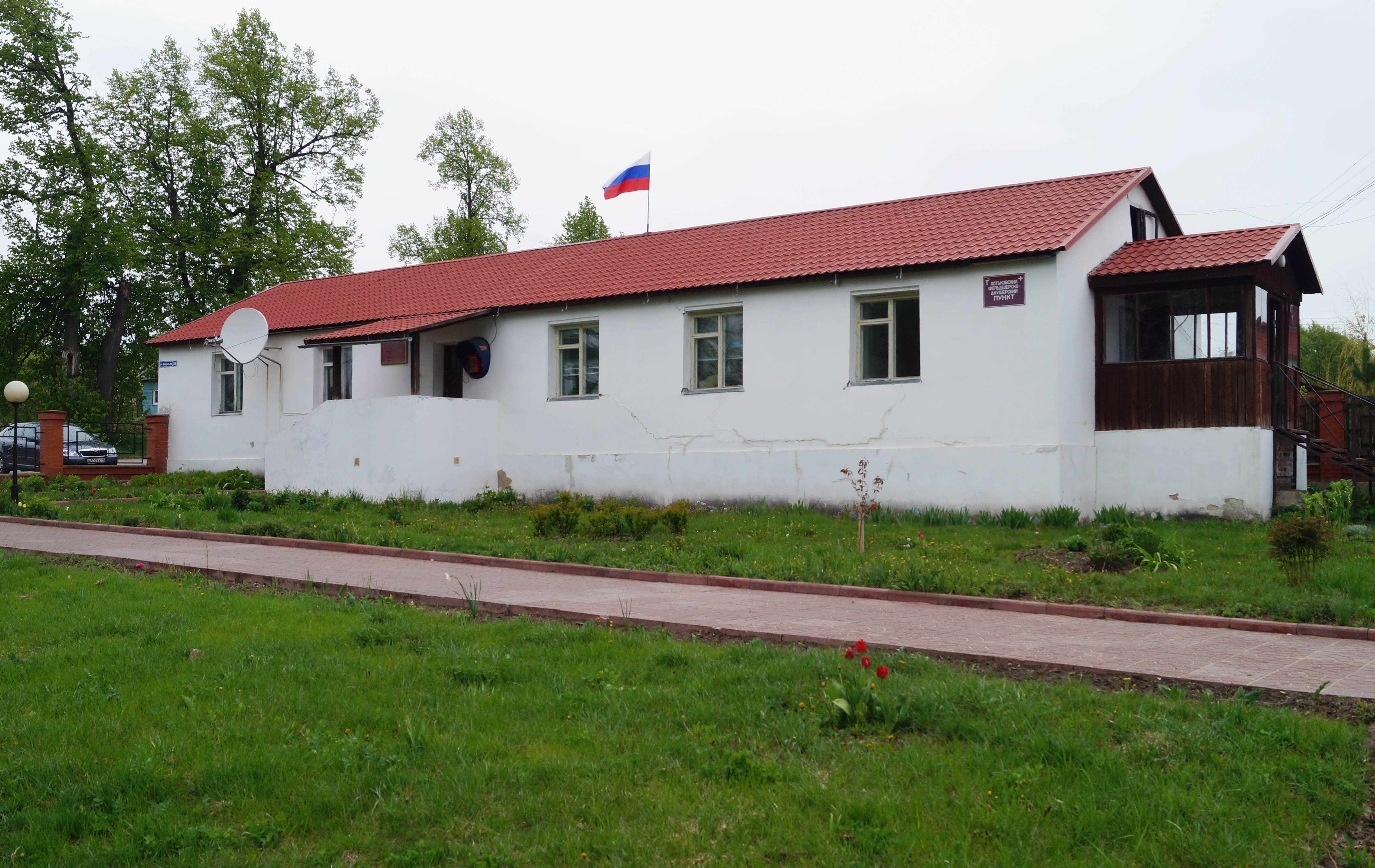
Сельская администрация

В 1929 завод полностью реконструировали, был построен эмалировочный цех. С местного сырья предприятие перевели на завозную руду и уголь. Для их доставки и отгрузки готовых изделий была проложена ж/д ветка-узкоколейка до ст. Зикеево протяженностью 22 км. В 30-е годы в Хотькове было 4 колхоза, и в период уборки завод, называвшейся артелью «Чуглитпром», останавливался, и рабочие на два месяца вливались в ряды колхозного крестьянства.
После начала войны завод эвакуировали в тыл, в июле 1943 во время боев его цеха были полностью разрушены. Восстановлен в 1944—1947. В 1956 артель «Чуглитпром» преобразована в Хотьковский чугунолитейный завод, который в следующем году присоединен к ДЧЛЗ в качестве цеха.
В начале 1987 Хотьковский цех, как нерентабельный и неперспективный, был закрыт. Через 15 лет на его месте были построены производственные здания ООО «Цветной колодец» и ТД «Хотьково».

### Новая история
В 1924 г., после присоединения Хотьковской волости к Будской, в Хотькове был образован сельсовет.
В 1930—1935 в с. Хотьково образовано 4 колхоза: «Красный победитель», «Ленинское знамя», имени И. П. Павлова и имени О. Ю. Шмитта.
В период войны, в 1941—1943 годы чугунолитейный завод и само село были стерты с лица Земли. Думиничский район фашисты заняли 5 октября 1941 г. В начале января 1942-го его освободили, но ненадолго. Хотьково фашисты вновь заняли 5 февраля. Село освободили 20 июля 1943 года 50-я и 11-я гвардейская армия под предводительством Ивана Васильевича Болдина и Ивана Христофоровича Баграмяна. За это в селе установили памятник павшим в Хотьково солдатам.
После войны были восстановлены хотьковские колхозы, в 1950 году они объединились в один — «Ленинское знамя». К нему присоединили сельхозартели «Красный Шубник» (Шубник) и (Лошево), а в 1959 — им. Жданова (Клинцы). В 1954—1979 (с небольшим перерывом) председателем «Ленинского знамени» работал Николай Матвеевич Завальный — кавалер орденов «Знак Почёта» и Трудового Красного Знамени. Колхоз «Ленинское знамя» существовал под разными названиями до 2001 года, когда на его базе была образована агрофирма «Хотьково».
В 2002 построен храм.
С 2005 года в селе Хотьково 7 августа проходит мотокросс «На кубок губернатора». Каждый год на праздник приезжают участники из Франции, Германии, Белоруссии, Украины и многих регионов России, в том числе Москвы.

## Знаменитые земляки
В с. Хотьково родился (в 1961 г.) Павел Завальный — депутат Государственной Думы с 2011 г.